# يوهان كابيلهوف
يوهان كابيلهوف (بالهولندية: Johan Kappelhof)‏ (5 أغسطس 1990 بأمستردام في هولندا - ) هو لاعب كرة قدم هولندي في مركز الدفاع. شارك مع منتخب هولندا تحت 21 سنة لكرة القدم. أما مع النوادي، فقد لعب مع أياكس أمستردام وشيكاغو فاير ونادي غرونينغن.

## وصلات خارجية
- يوهان كابيلهوف على موقع الدوري الأمريكي (الإنجليزية)
- يوهان كابيلهوف على موقع قاعدة بيانات كرة القدم.إي يو (الإنجليزية)
- يوهان كابيلهوف على موقع Soccerbase.com (لاعب) (الإنجليزية)
- يوهان كابيلهوف على موقع Soccerway.com (الإنجليزية)
- يوهان كابيلهوف على موقع عالم كرة القدم.نت (الإنجليزية)
- يوهان كابيلهوف على موقع AS.com (الإسبانية)